# Höstfibbla
Höstfibbla (Scorzoneroides autumnalis) är vanlig i hela Norden, särskilt på torr, gräsbevuxen mark och vid vägkanter. Den skiljer sig från maskrosor genom smalare och oftast grenig stängel, längre och smalare rosettblad samt mindre blomkorg. Frukten är mycket smal, på längden räfflad och mellan räfflorna tvärstrimmig. Dess flygfjun är en gulröd fjäderpensel som är oskaftad och lätt faller av. Blommorna har en svag, violartad, något bitter vällukt. I det nordligaste Skandinavien, särskilt i fjälltrakterna, uppträder denna art ofta med en holk som är tätt luden av svartgråa hår, varieteten Scorzoneroides autumnalis var. taraxaci. 

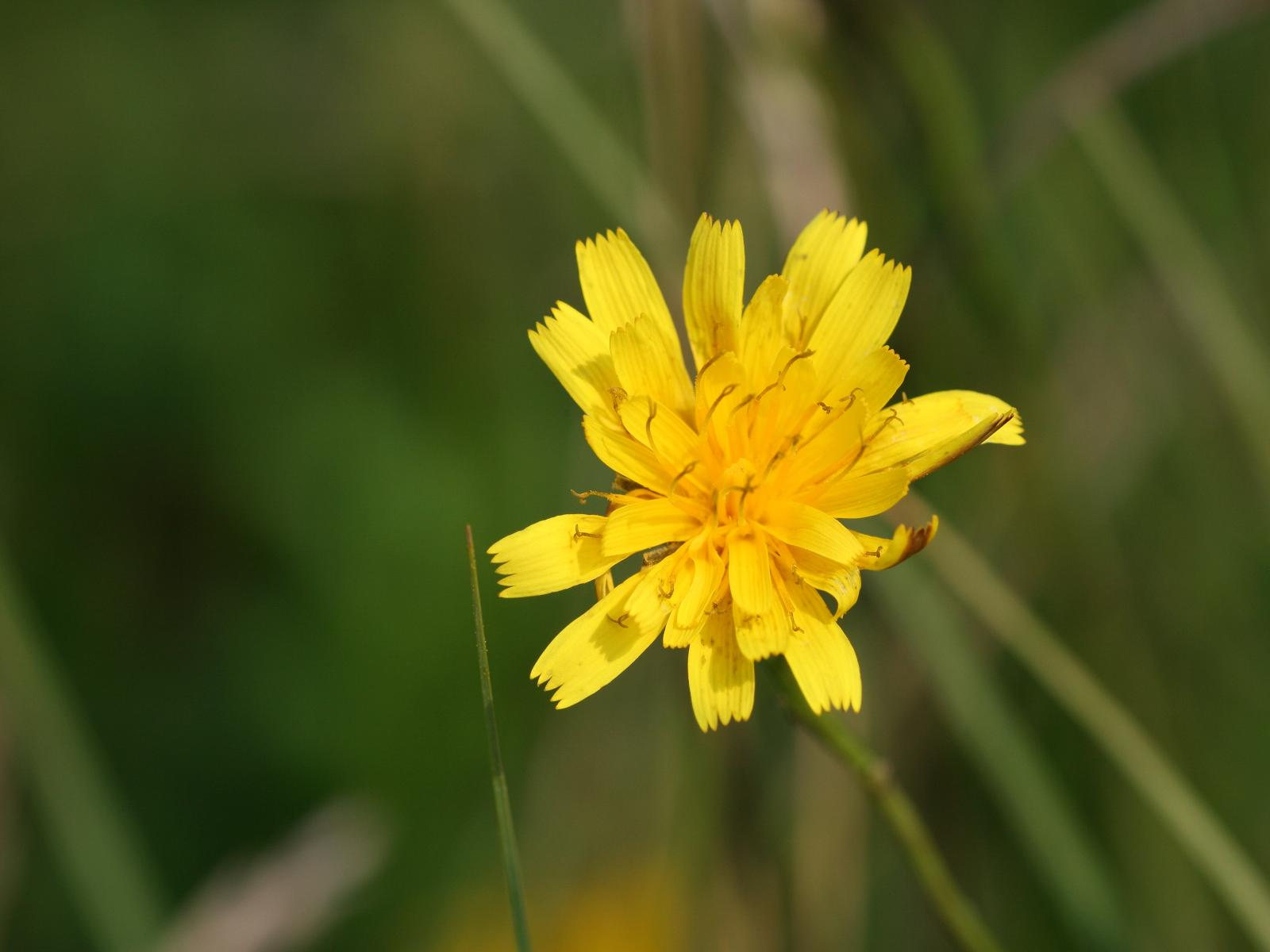